# Juri Alexandrowitsch Bilibin
Juri Alexandrowitsch Bilibin (russisch Ю́рий Алекса́ндрович Били́бин; * 6. Maijul. / 19. Mai 1901greg. in Rostow; † 4. Mai 1952 in Leningrad) war ein sowjetischer Geologe, korrespondierendes Mitglied der Akademie der Wissenschaften der UdSSR und Träger des Stalinpreises (1946, für seine Verdienste um die Erschließung der Goldvorkommen in Nordostsibirien).
Nach ihm wurde der Ort Bilibino benannt (seit 1993 Stadt), der kurz nach seinem Tod im Zusammenhang mit Goldfunden entstanden war. Auch das 1977 neu entdeckte Mineral Bilibinskit ist nach ihm benannt.